# Reason...
「Reason...」（リーズン…）は、豊永利行のシングル。2014年12月17日にアニプレックスから発売された。

## 概要
PS Vitaゲーム『デュラララ!! Relay』の主題歌にて、自らの作詞・作曲で放つメジャーデビューシングル。
歌詞の世界観は、デュラララ!!の群像劇らしさを出したいと「色んなキャラクター」を登場させる事を念頭に書き下ろし、聴いて下さる皆様がそれぞれのキャラに当てはめてみていただけたら嬉しいと語る。
カップリング曲「リフレクション」はデュラララ!!×２ 承 外伝!? 第4.5話「私の心は鍋模様」EDテーマ。

## 収録曲
（全作詞・作曲：T.Toyonaga）
1. Reason... [3:45]
編曲：家原正樹
2. リフレクション [3:35]
編曲：家原正樹、Chorus＆Clap：DOLLARS
3. Reason... -instrumental-
4. リフレクション -instrumental-

DVD（初回限定盤のみ）
1. Reason... MUSIC CLIP